# Quercus brantii
Quercus brantii Lindl. – gatunek roślin z rodziny bukowatych (Fagaceae Dumort.). Występuje naturalnie w zachodniej Turcji, Syrii, północnym Iraku oraz zachodniej i południowej części Iranu (góry Zagros). 

## Morfologia

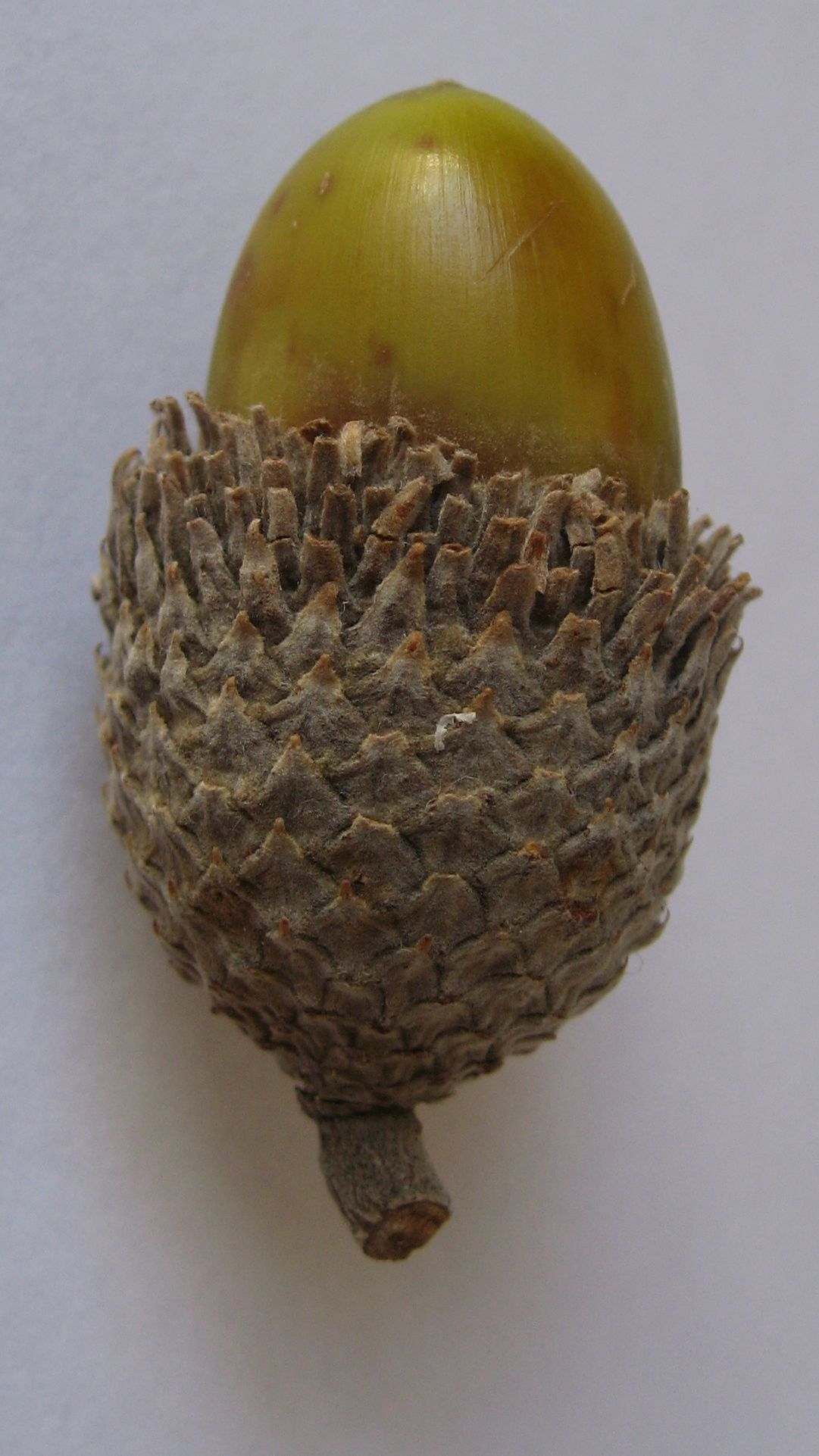
Żołądź

PokrójDrzewo dorastające do 10 m wysokości. Korona drzewa jest zaokrąglona. Pień osiąga do 0,8 m średnicy. Kora jest spękana i ma szarą barwę. Gałęzie są tęgie i rozpostarte. Młode Pędy są żółtawo owłosione. Pąki są owłosione, mają stożkowaty kształt i 2–5 mm długości.
LiścieBlaszka liściowa jest skórzasta i ma owalny lub podługowato owalny kształt. Mierzy 6–12 cm długości oraz 4–8 cm szerokości, jest z 8–14  parami ząbków z guzkami (niemal tak długimi jak same ząbki) na brzegu, ma nasadę zaokrągloną lub sercowatą i ostry wierzchołek. Górna powierzchnia ma szarawozieloną barwę, jest nieco gwiaździście owłosiona, natomiast od spodu jest żółtawa, gruczołowato omszona, z gwiaździstymi, gruczołowatymi włoskami. Ma 8–16 par żyłek drugorzędnych. Ogonek liściowy mierzy 1–2 cm długości.
KwiatySą rozdzielnopłciowe. Kwiatostany męskie osiągają 4–5 mm średnicy, natomiast żeńskie mierzą 15 cm długości.
OwoceOrzechy zwane żołędziami dorastające do 5 cm długości, z zagłębionym wierzchołkiem oraz silnie uwypukloną blizną u nasady. Osadzone są pojedynczo w niemal siedzących miseczkach o półokrągłym lub stożkowym kształcie, które mierzą 2–3 cm długości i 4 cm średnicy, z owłosionymi, wąskimi łuskami (górne są zakrzywione). Dojrzewają w następnym roku.

## Biologia i ekologia
Występuje na wysokości od 300 do 1700 m n.p.m. Rośnie od 7. do 8. strefy mrozoodporności. Znosi wszystkie typy gleb, ale preferuje te wapienne. Jest gatunkiem bardzo odpornym na suszę. W uprawie charakteryzuje się powolnym tempem wzrostu. 

## Zmienność
Tworzy mieszańce z Q. libani (Q. × oophora) i Q. infectoria (Q. × squamulosa). 

## Zastosowanie
Owoce tego gatunku są jadalne.